# Ворен (Илиноис)
Ворен (енгл. Warren) град је у америчкој савезној држави Илиноис.

## Демографија
По попису из 2010. године број становника је 1.428, што је 68 (-4,5%) становника мање него 2000. године.
| Група             | 2000.         | 2010.         |
| Белци             | 1.467 (98,1%) | 1.391 (97,4%) |
| Афроамериканци    | 3 (0,2%)      | 8 (0,6%)      |
| Азијати           | 0 (0,0%)      | 1 (0,1%)      |
| Хиспаноамериканци | 20 (1,3%)     | 20 (1,4%)     |
| Укупно            | 1.496         | 1.428         |